# Fontaine Clémence Isaure
La fontaine Clémence Isaure ou La Poésie romane est une fontaine, de Léo Laporte-Blairsy, située place de la Concorde, dans le quartier des Chalets, à Toulouse.

## Description
De style Art nouveau, elle combine des représentations très détaillées, florales (églantines, violettes, soucis), et animalières (tortues, libellules et grenouilles, en bronze, allégories de l'esprit des sources) avec des formes épurées et géométriques : vasque de marbre, et hennin de Clémence Isaure. 

## Symbolique
Disposée au sommet d’une colonne au centre du bassin, elle se tient debout, drapée dans une robe simple et fluide, laissant transparaître une sensualité féminine discrète qui évoque le corps de la femme et son lien entre la terre et les hommes. 

## Histoire
La fontaine a été financée grâce à un don, le 10 mai 1905, d'Octave Sage, un pharmacien de la place. Son but était à la fois esthétique et utilitaire. Un concours est alors organisé en 1910 afin de dessiner la fontaine, remporté par l'artiste Léo Laporte-Blairsy, l'architecte Guitard et l'entrepreneur Portet. Une première maquette où le personnage est tête nue est rejetée par la population. Le hennin démesuré est peut-être une réponse sarcastique du sculpteur, mais cette version est acceptée. Laporte-Blairsy essuie de vives critiques quant à sa représentation de Clémence Isaure, jugée fantaisiste. Mais selon Pierre Salies, la statue n’est pas censée représenter Clémence Isaure, seulement une allégorie de la poésie romane.
Elle a été inaugurée le 3 mai 1913 à l'occasion de l'anniversaire des premiers jeux floraux.
Au moment de son inauguration en 1913, une année avant la première guerre mondiale, la modernité de la statue choque les Toulousains qui ne reconnaissent pas l’image de Clémence Isaure, représentée par une statue située à l’Académie des Jeux Floraux de l’Hôtel d'Assézat. La nouvelle statue restaure l'image du personnage médiéval pour plus de conformité historique. L'évêque de Toulouse, ayant dans un premier temps envisagé d'interdire la présence de la statue, s'est cependant laissé convaincre par la sainteté du personnage représenté, en accordant sa tolérance[réf. nécessaire].
Comme tous les sculptures de bronze de Toulouse, elle est démontée en 1942 pour échapper à la réquisition et à la fonte, elle est retrouvée intacte à la fin de la Seconde Guerre mondiale.

## Événement local
La statue de Clémence Isaure, place de la Concorde à Toulouse, attendant des fleurs en son poème inscrit sur la fontaine, est fleurie par les habitants du centre-ville et du quartier le trente-et-un décembre de chaque année pour les premiers janvier de l'année qui suit. Les fleurs, intactes et non coupées, sont couchées sur l'eau et flottent. Des grenouilles qui montent sur la colonne forment un lien avec l'eau et suggèrent une ascension qui symbolise le renouveau. Il est question de repeindre la statue et de lui rendre ses couleurs d'origine. 
Le centenaire de la statue a été fêté par les habitants de la ville et demeure fleurie.  

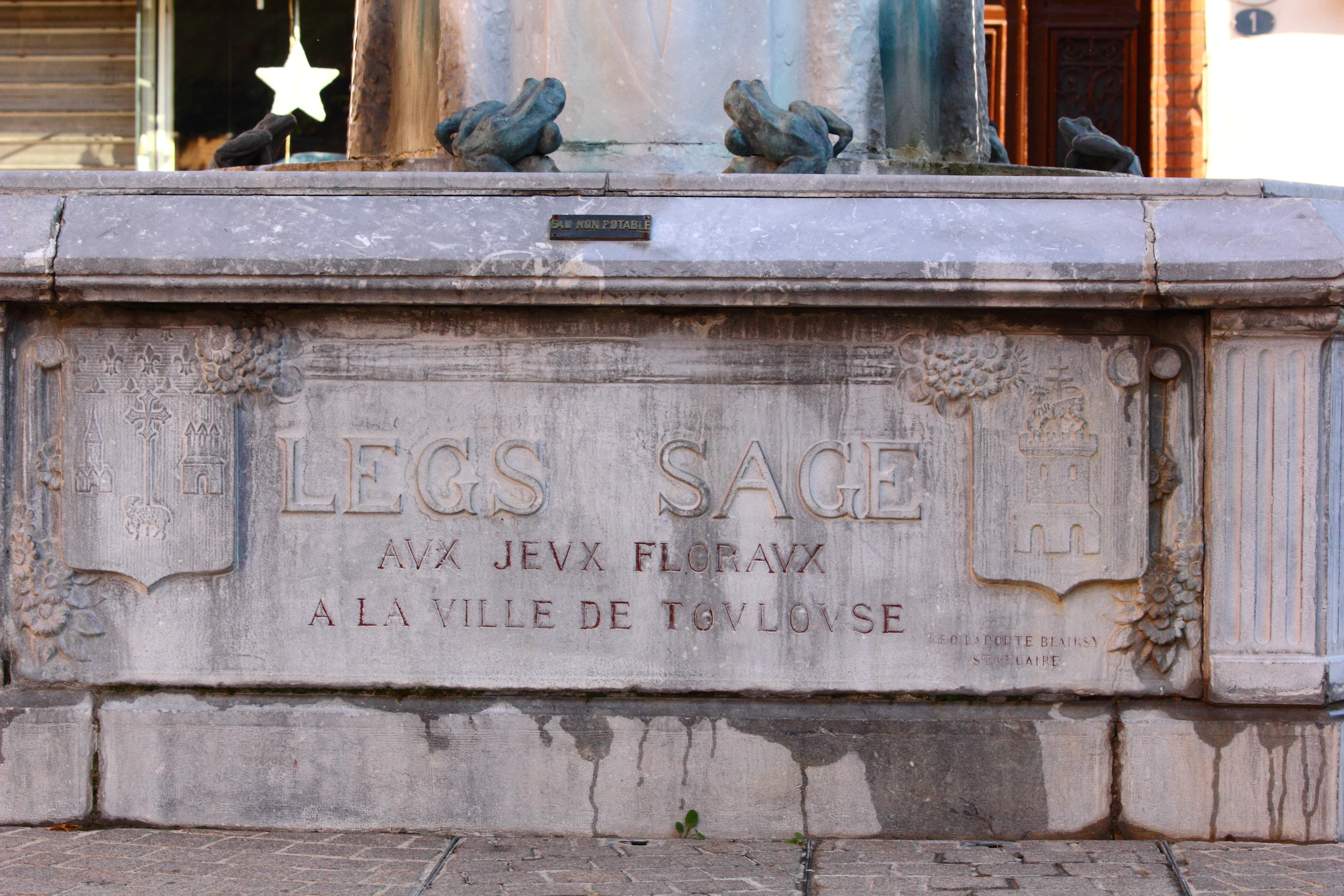
Legs Sages - aux jeux floraux à la ville de Toulouse. À gauche, blason de Toulouse.
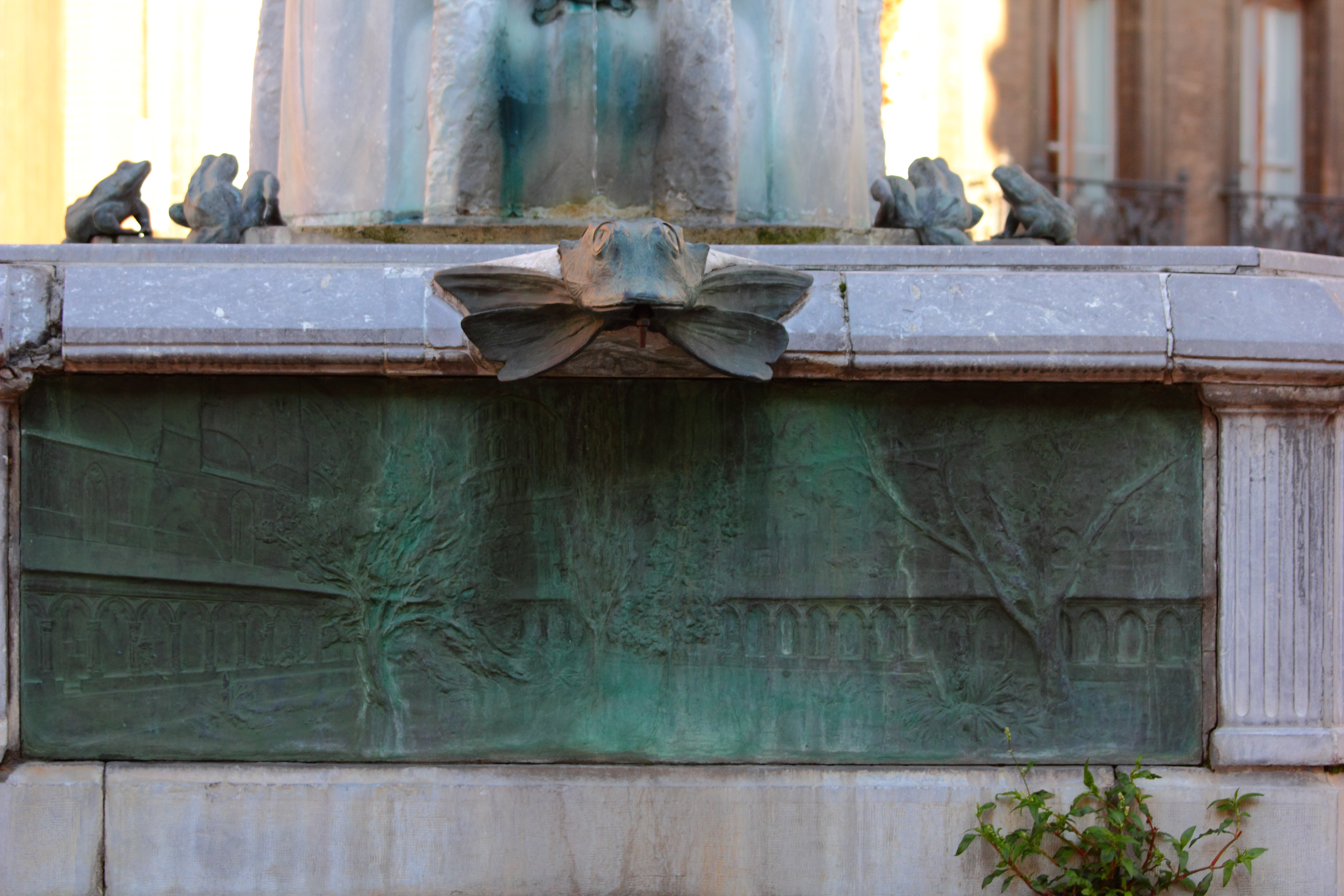
Plaque en bronze représentant sans doute le cloître du musée des Augustins.
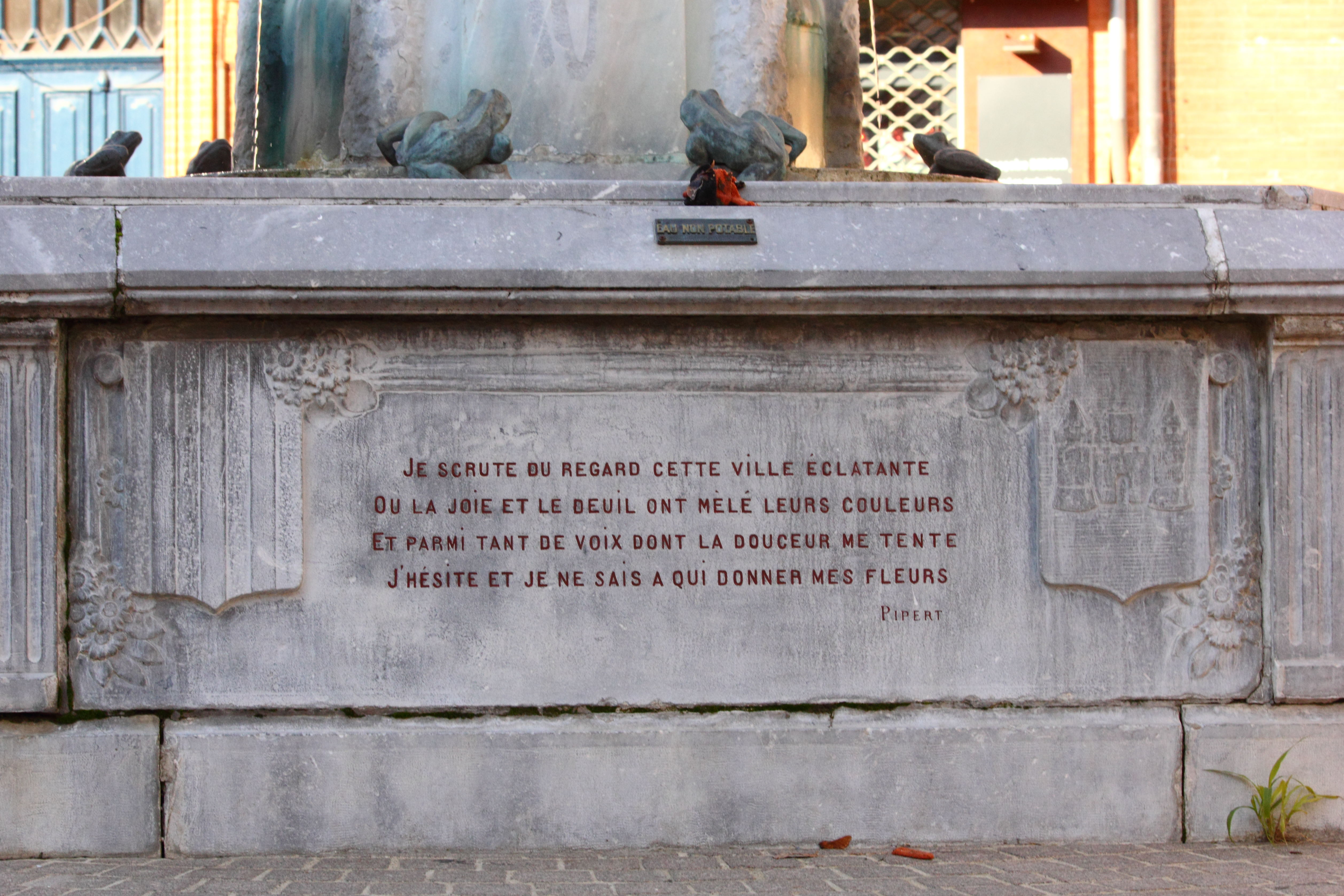
Je scrute du regard cette ville éclatante / Où la joie et le deuil ont mêlé leurs couleurs/ Et parmi tant de voix de la douceur me tente[5]/J'hésite et je ne sais à qui donner mes fleurs/ Pipert
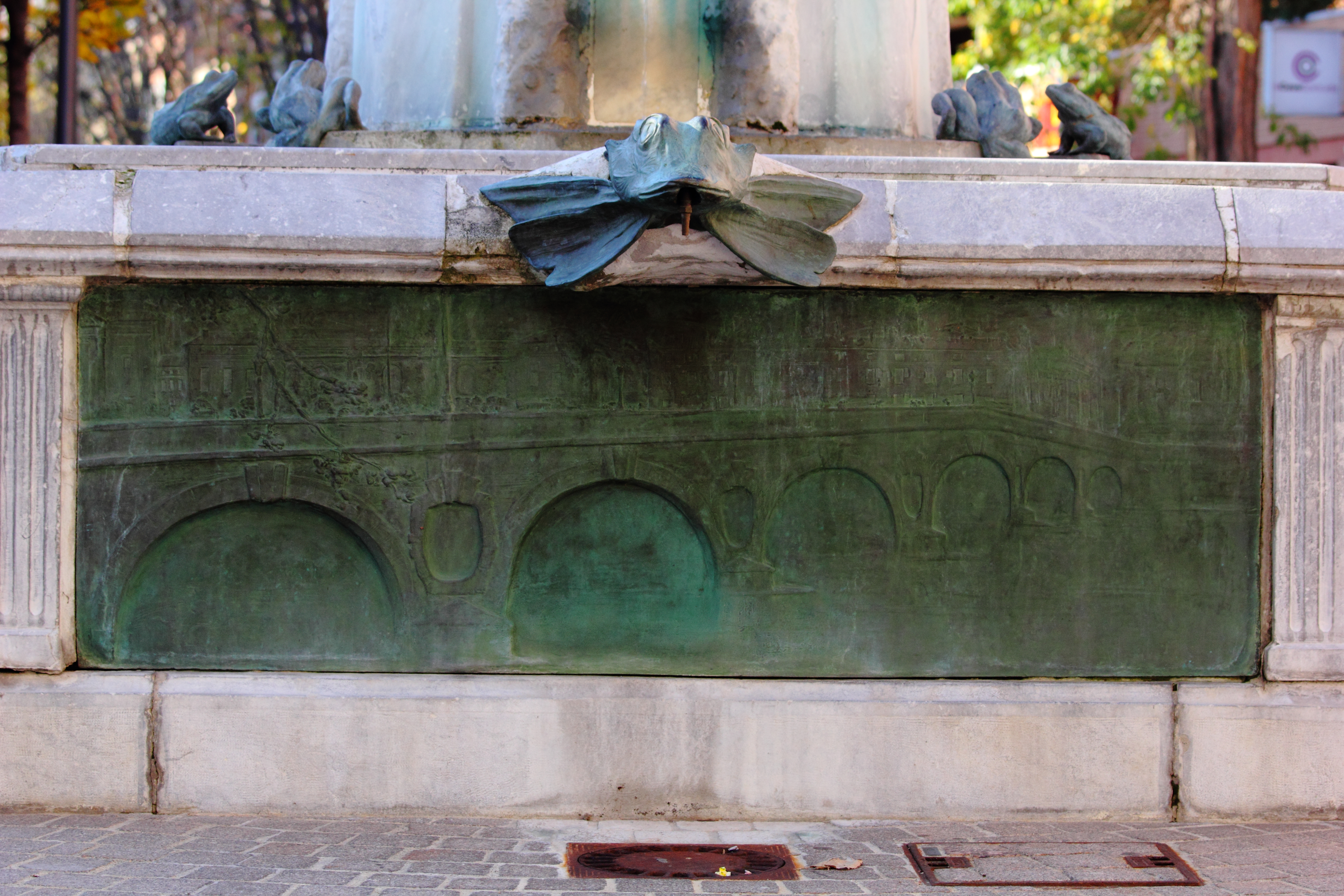
Plaque en bronze représentant le Pont-Neuf de Toulouse.
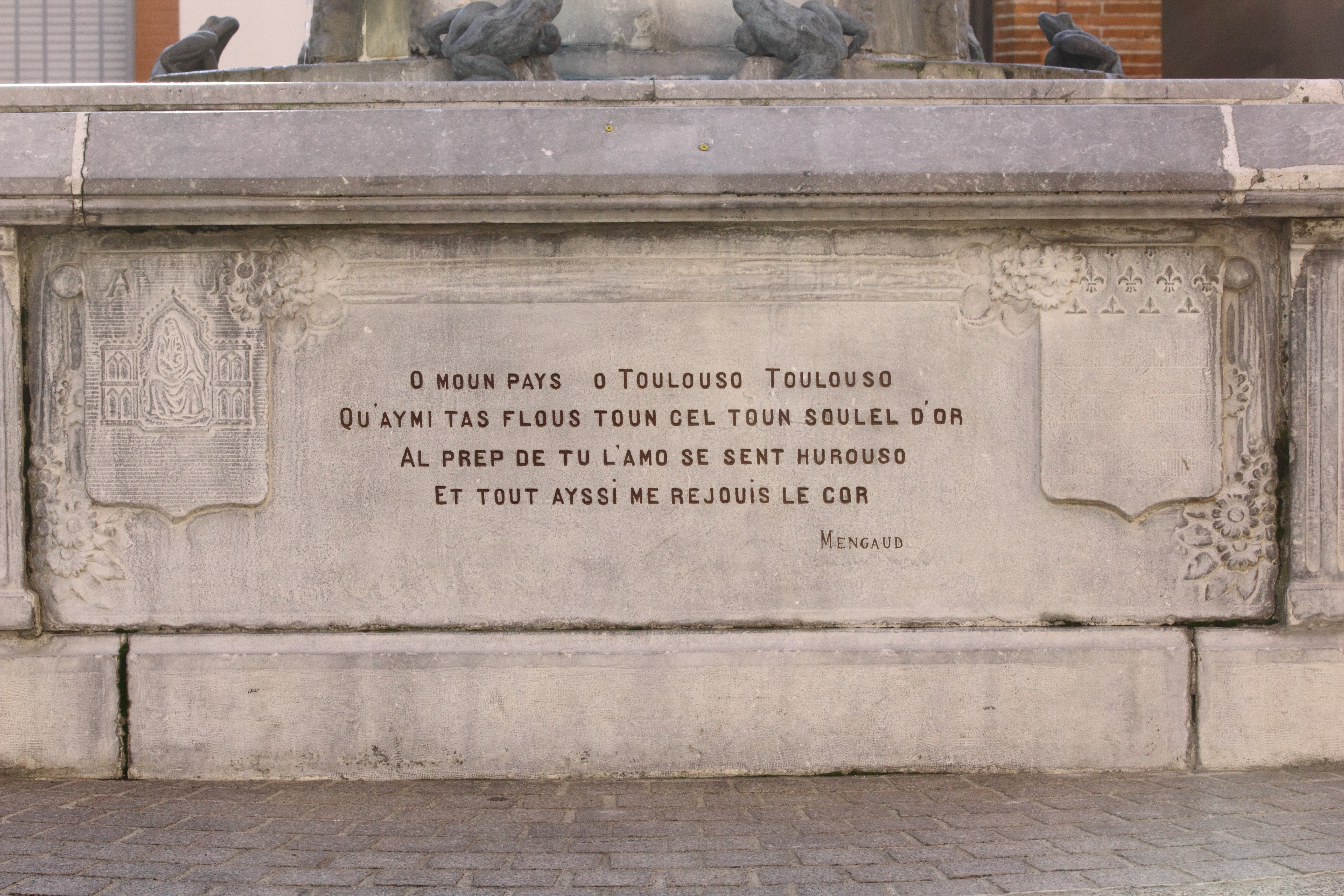
O moun pays, O Touloso Touloso/ on aymí tas flous toun cel toun soulel d'or/ Al prep de tu l'amo se sent hurouso : / et tout ayssí me rejouis le cor.// Mengaud.
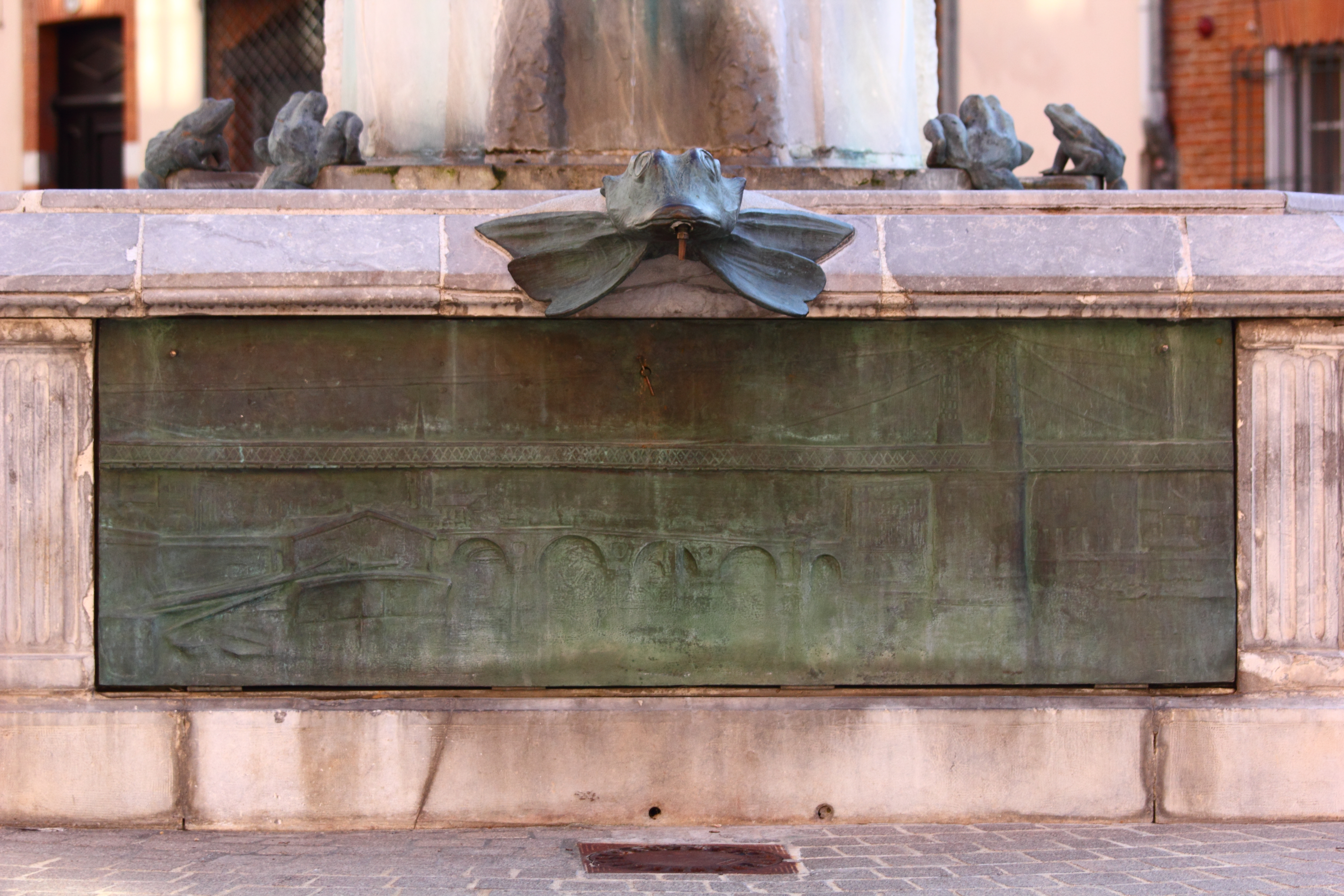
Plaque en bronze représentant le Pont Saint-Pierre de Toulouse avec son ancien tablier.
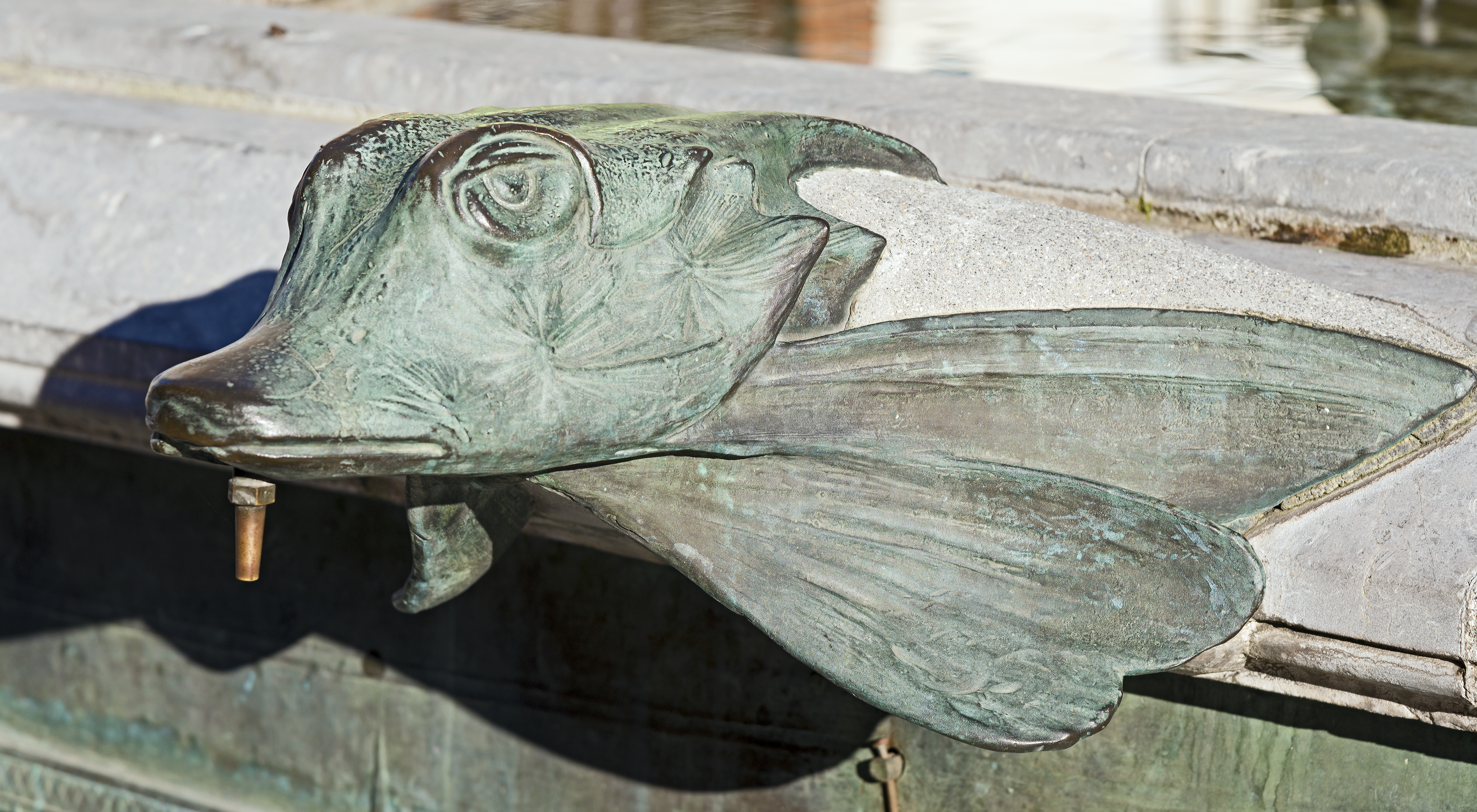
Ornement en bronze du bassin